# Fort de Vinadio
Le fort de Vinadio (également appelé fort Albertino) est situé près de la ville du même nom dans la vallée de la Stura di Demonte.
Il est une destination touristique et accueille des événements culturels dans le cadre de l'opération "Castelli Aperti" du Piémont et avec Fenestrelle et Exilles, il est l'un des exemples les plus significatifs de la structure défensive du Piémont.

## Histoire
Construit comme une forteresse de 1834 à la demande de Charles-Albert de Sardaigne, il contrôlait une position stratégique à partir de laquelle on pouvait garder les vallées environnantes à la frontière avec la France. Il était un ouvrage parmi les plus impressionnants des Alpes .
La longueur des murs est d'environ 1 200 mètres et les allées qui serpentent à l'intérieur sur trois niveaux atteignent une longueur d'environ 10 km. La construction a employé environ 4 000 travailleurs provenant des régions de Bergame et de Biella. Le projet a été achevé en 1847, en dépit d'une interruption entre 1837 et 1839.
En 11 ans seulement s'est construit un ouvrage considérable du génie militaire divisé en trois fronts:
- Le front d'attaque, placée devant l'entrée, avec la porte de France.
- Le front inférieur avec la caserne Carlo Alberto
- Le front supérieur, principalement utilisé comme emplacements défensifs pour l'artillerie.

Le fort n'a pas été utilisé en temps de guerre et en 1862, il a été converti en prison pour un groupe de Garibaldino.
Pendant la Seconde Guerre mondiale, il fut occupé par les troupes allemandes et à la fin du conflit, il a subi quelques bombardements par les troupes anglo-américaines dont les traces sont encore visibles aujourd'hui. Les troupes allemandes, en s'échappant, firent exploser quelques locaux utilisés comme une poudrière. Il a ensuite été complètement abandonné.
Après plusieurs restaurations importantes, il a rouvert ses portes au public. En hiver, il accueille une patinoire et un bar. Il propose des expositions. Au cours de l'été, la fédération italienne de hockey et de patinage y organise une compétition de roller.

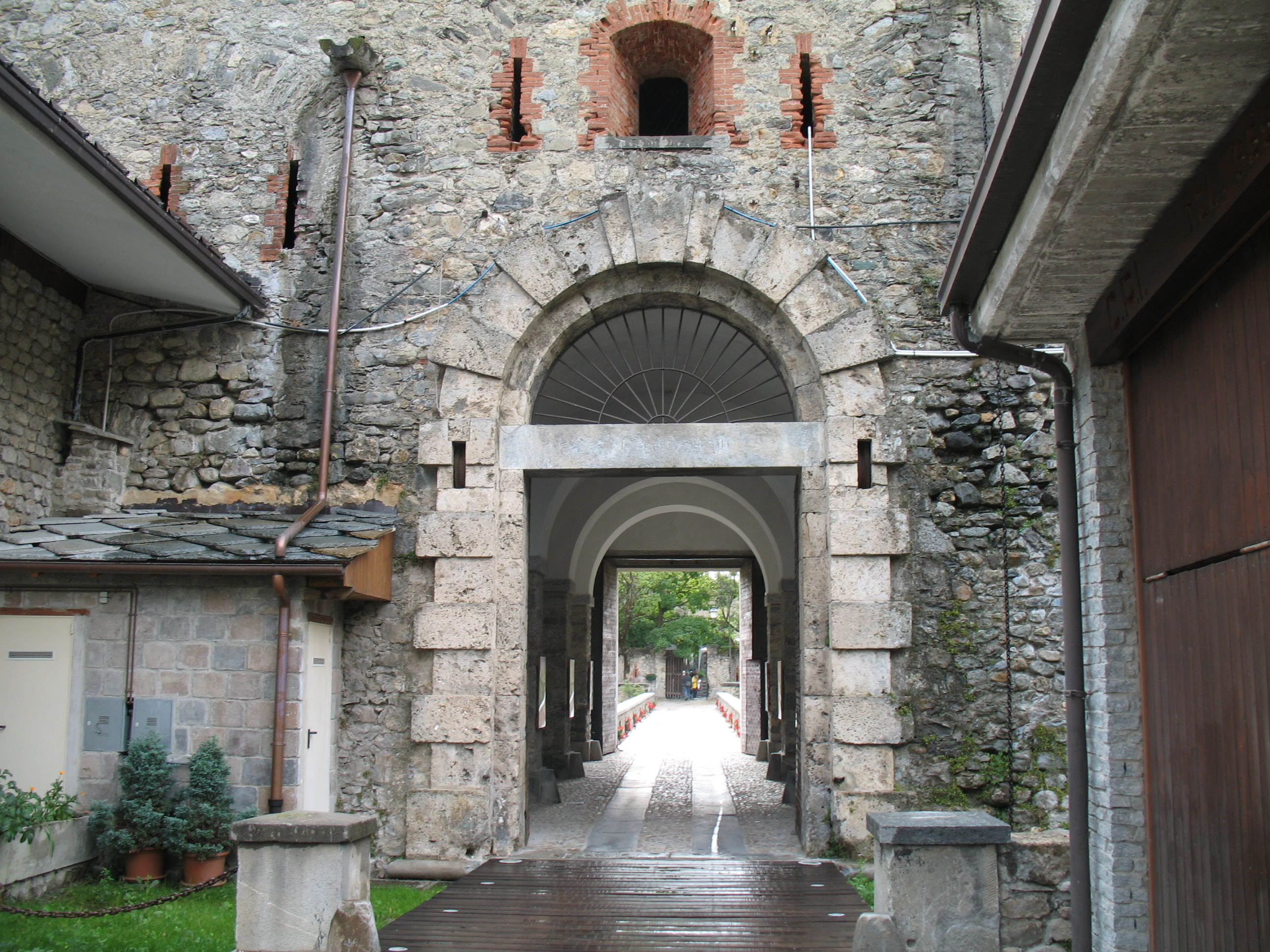
Entrée du fort.